# 全ロシア鉄道研究所環状実験線

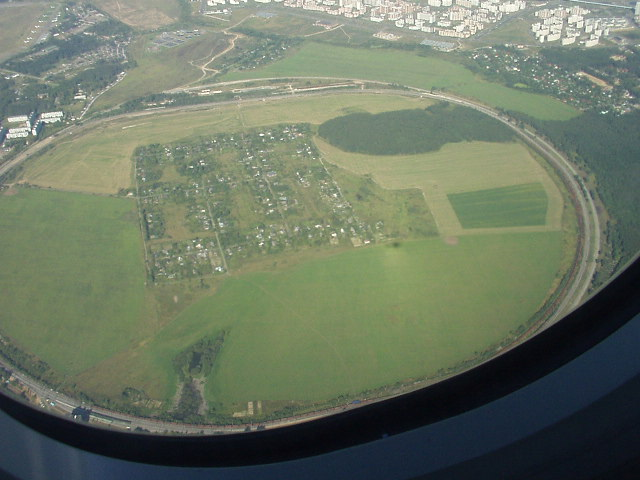

全ロシア鉄道研究所環状実験線は、全ロシア鉄道研究所 (ロシア語略称 : ВНИИЖТ、ラテン文字転記 : VNIIZhT) の南ブトボ支部にある施設の一部であり、モスクワの南部のシェルビンカに位置している。電化された実験用の環状の鉄道線路のほか、鉄道車両の実験棟も有している。この実験線は1932年に許可された。

環状の線路には、延長6.0kmの第1線と、延長5.7kmの第2、第3線とがある。第1線は平坦線で、半径956mの円曲線を有する。第2線と第3線は最大12‰の勾配と、複心曲線、跨線橋を有している。架空電車線には、交流25kVまたは直流3kVを供給することができる。第1線の最高速度は140km/hである。

## 参考
- ru:Экспериментальная кольцевая железная дорога ВНИИЖТ （ロシア語）